# Nógrád Volán
A Nógrád Volán Zrt. Nógrád megye, illetve Salgótarján, Balassagyarmat és Bátonyterenye helyi helyközi-távolsági autóbusz-közlekedését ellátó közlekedési vállalat volt 2014-ig, amikor a többi Volán Vállalathoz hasonlóan beleolvadtak egy-egy közlekedési központba. A Nógrád Volán jogutódja a Középkelet-magyarországi Közlekedési Központ lett. Székhelye Salgótarján.

## Története

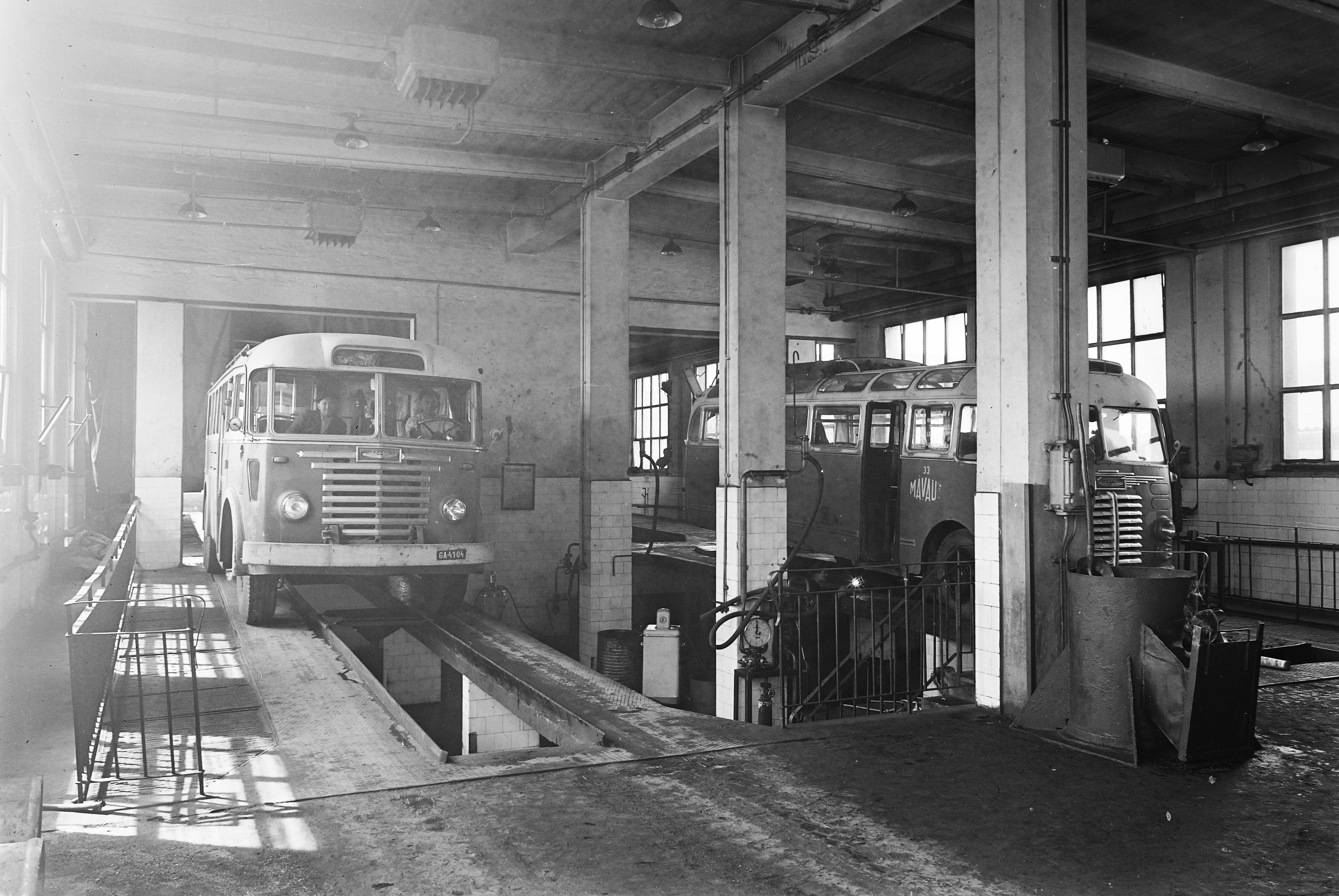
A 33. sz. AKÖV forgalmi telepe két Ikarus 66 típusú kocsival

1949. április 1-jén a MAVART helyett létrejött a MÁVAUT Autóközlekedési Nemzeti Vállalat, 2 fővárosi és 21 vidéki főnökséggel. A MÁVAUT-nak Nógrád megyében Balassagyarmaton volt főnöksége, a balassagyarmati főnökségnek pedig kirendeltsége volt Salgótarjánban. Első átszervezésre 1953-ban került sor, amikor országosan megalakult 9 Autóközlekedési Igazgatóság (AKIG), amiben Nógrád megye a miskolci AKIG-hoz került. 1953. augusztus 7-én Autóközlekedési Vállalatokat (AKÖV) hoztak létre, Nógrád megyében a 33. számú AKÖV jött létre salgótarjáni főnökséggel, balassagyarmati kirendeltséggel. Az AKÖV 1955. július 1-jén indította meg első helyi járat vonalát Salgótarjánban, Baglyasalja és Zagyvaróna között, 2 autóbusszal, ma ez a 14-es busz.
Az AKÖV-ök átalakításával 1961. október 1-je után megyénként már csak egy vegyes profilú vállalat működött, így a salgótarjáni 33. számú Autóközlekedési Vállalat helyén megalakult a 2. számú AKÖV. 1963-ban Balassagyarmaton elkészült az autóbusz-állomás, Salgótarjánban pedig egy ideiglenes indítóállomás. 1964-ben épült meg az AKÖV nagybátonyi forgalmi-műszaki telepe. 1967-ben Szécsényben és Nógrádkövesden létrejött egy térségi telep. Ugyancsak a 60-as években Balassagyarmaton is indított helyi járatot a Vasútállomás és a Városi Tanács Kórház között, a mai 1-es busz útvonalán.
Az AKÖV-vállalatok 1969-ben vették fel a „Volán” nevet. 1975-ben Kisterenyén a vasúti el- és felfuvarozás új szociális és forgalomirányító létesítménnyel bővült, valamint ebben az évben készült el Salgótarjánban a távolsági és a helyi autóbusz-állomás. 1978. május 1-jén átadásra került a balassagyarmati új forgalmi-műszaki komplex telep, és elkészült a nógrádkövesdi és keszegi kirendeltség beruházása.
A Minisztertanács 1.032/1983. számú határozatával 1984. január 1-jétől létrejöttek a gazdaságilag önálló Volán vállalatok, a Nógrád megyei Volán vállalat 1986. január 1-jétől viseli a Nógrád Volán nevet.
Siklós Csaba közlekedési, hírközlési és vízügyi miniszter határozatában 1992. december 31-től átalakította a Nógrád Volánt állami vállalatról részvénytársasággá. 1995 júniusától a cég tulajdonosa az Állami Privatizációs és Vagyonkezelő Rt. A társaság 1997-ben jelentősen átszervezte a salgótarjáni helyi járatokat: Ekkor szűntek meg a felhalmozódott autóbuszvonal-rendszerek és megszűnt az északi autóbusz-állomás. Ennek a helyén ma egy Penny Market áruház helyezkedik el.
2005 és 2012 között a BKV szerződéses alvállalkozójaként a budapesti tömegközlekedésben is szolgáltatott, új Alfa Localo típusú autóbuszokkal, valamint használtan beszerzett Volvo 7000A és Volvo 5000A csuklós buszokkal. A Volvo csukló buszok sok meghibásodása miatt a BKV 2009 áprilisában felmondta ezekre a szerződést, így a Nógrád Volán 2012-ig csak szóló buszokkal képviselte magát a fővárosban.
2012-ben európai uniós forrásból intelligens utastájékoztató rendszer került kiépítésre. A fejlesztés során az autóbusz-állomány nagy részét felszerelték GPS-szel, lehetővé téve, hogy központokban és az interneten valós időben lehessen követni a járművek tartózkodási helyét. Ehhez kapcsolódóan Balassagyarmaton és Szécsényben LCD monitorokat szereltek fel a járatok indulása, érkezése és egyéb forgalmi információk kijelzésére, Salgótarjánban, Bátonyterenyén, Pásztón és Rétságon pedig dinamikus megállóhelyi táblák kerültek kihelyezésre.
2014. december 31-én a volán a 2013. évi CLXXVI. törvény 25. § (4) bekezdés alapján az Agria Volánnal, a Hatvani Volánnal, a Jászkun Volánnal és a Mátra Volánnal együtt beolvadással egyesült a Középkelet-magyarországi Közlekedési Központtal. A beolvadás után a cég által kiszolgált területet a KMKK Zrt. Nógrád Megyei Területi Igazgatósága szolgálta ki a KMKK megszűnéséig.

## A cég arculata

### Logó
A logó egy kék vagy piros alapú kerekített sarkú téglalap volt amelyben elhelyezkedik a Nógrád Volán Zrt. felirat. A Nógrád feliratba csúsztatva látható a klasszikus Volán embléma, mely úgy helyezkedik el, hogy a végén elhelyezkedő ún. "voláncsiga" a Nógrád feliratban az Ó betűt helyettesíti.

### Járműszínek
A helyközi autóbuszok színezése általában kék és fehér volt. Az alsó díszléc alatt egy kék sáv, mely csak a busz oldalain helyezkedtek el. Az alsó díszléc és az ablak alsó vonala közt, nagyjából a busz középső részétől, a busz hátulja felé 3 csík helyezkedett el, melyek a kezdőpontjuknál ferdén voltak elvágva. Az ajtós oldalon, az első ajtó közvetlen közelében az alsó díszléc és az ablak alsó vonala között, az ajtótlan oldalon nagyjából a busz első harmadában ugyanúgy mint az ajtós oldalon, illetve a busz elején és hátulján helyezkedett el a társaság logója. 
Helyi járati autóbuszok esetén ugyanezt a sémát alkalmazták, csak kék helyett piros színben. Egy ideig a helyi járati autóbuszokon is előfordulhattak kék színű logók.
Bizonyos autóbuszok színe eltért az általános flottaszíntől, pl. a csíkok nem lettek az autóbuszra felfestve.
A fenti sémát az 1990-es évektől érkező új autóbuszokon alkalmazták először, de később, a korábban beszerzett autóbuszok is ezt a színezést kapták meg.
Előtte az autóbuszok vagy az ún. "volánsárga" színben, vagy az alsó díszléc s az ablak alsó vonala alatt, az autóbusz minden oldalán körbefuttatott kék vagy bordó sávot kaptak. Természetesen egyedi színezésű autóbuszok is voltak, főleg az Ikarus 250 és Ikarus 256 típusok esetén. Az 1990-es évekbeli átfestési hullámból az Ikarus 266-ok kimaradtak, ezen buszok pár kivételtől eltekintve, az utolsó példányok selejtezéséig sárga színben közlekedtek.
Az utólagosan vásárolt, prototípus, vagy különleges autóbuszok nagy része sem kapott flottaszínt. Ilyen esetek voltak pl. a Malévtól vásárolt Ikarus 280-ok, vagy az állómotoros kivitelű Ikarus 417-es bemutatóbusz, vagy a 2012-ig a BKV-s alvállalkozásban használt, a megyébe visszahozott autóbuszok.

## Járműpark

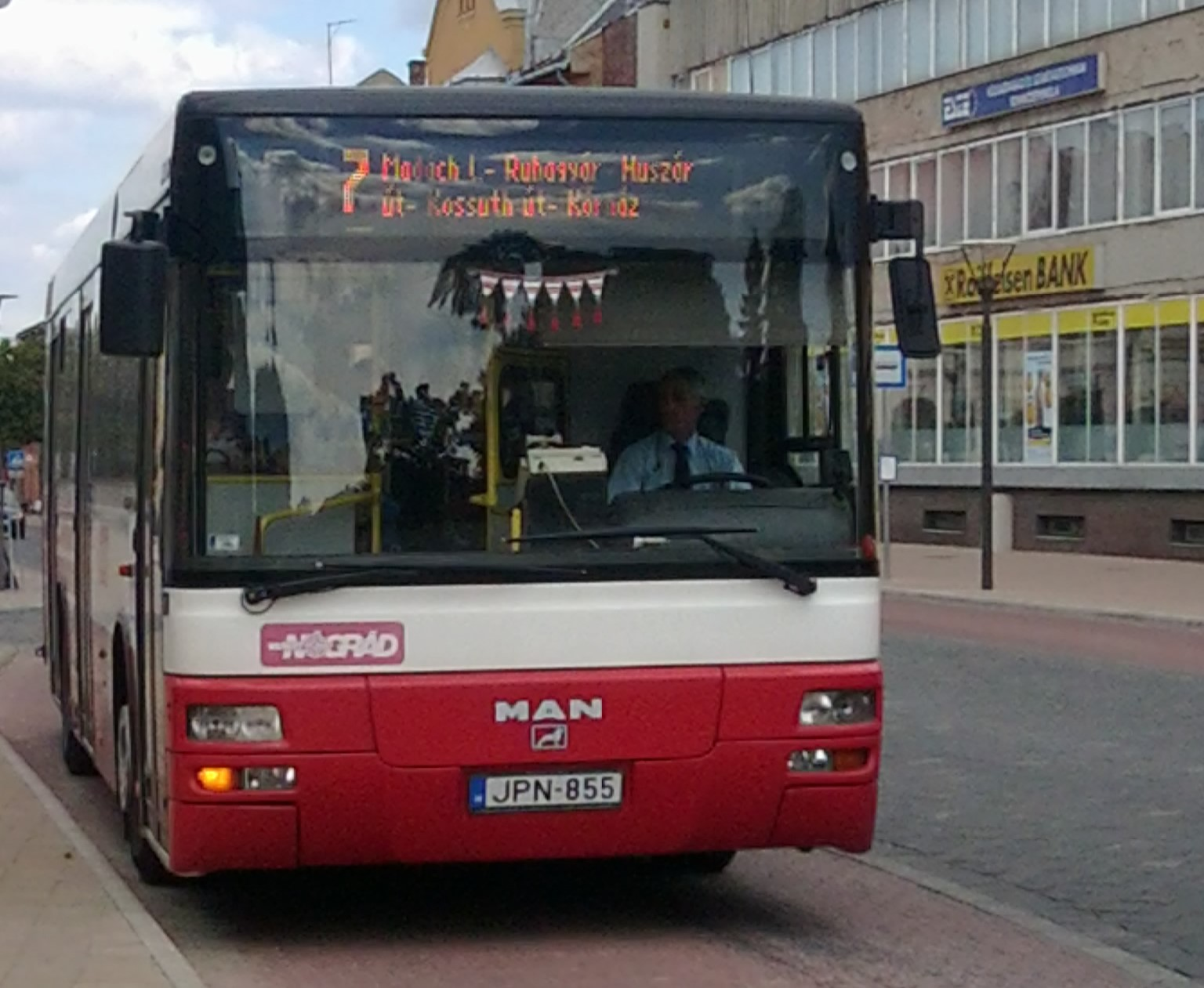
MAN SL 223

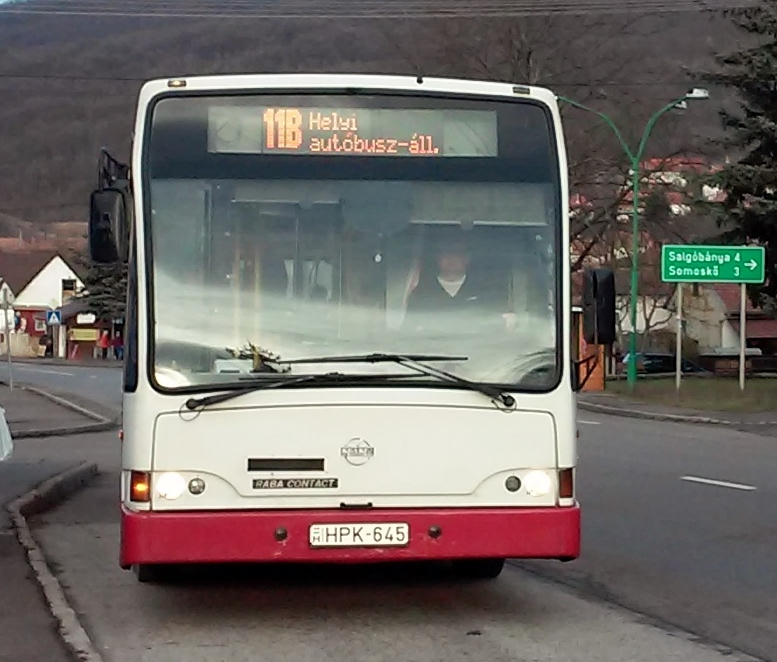
Rába Contact 092

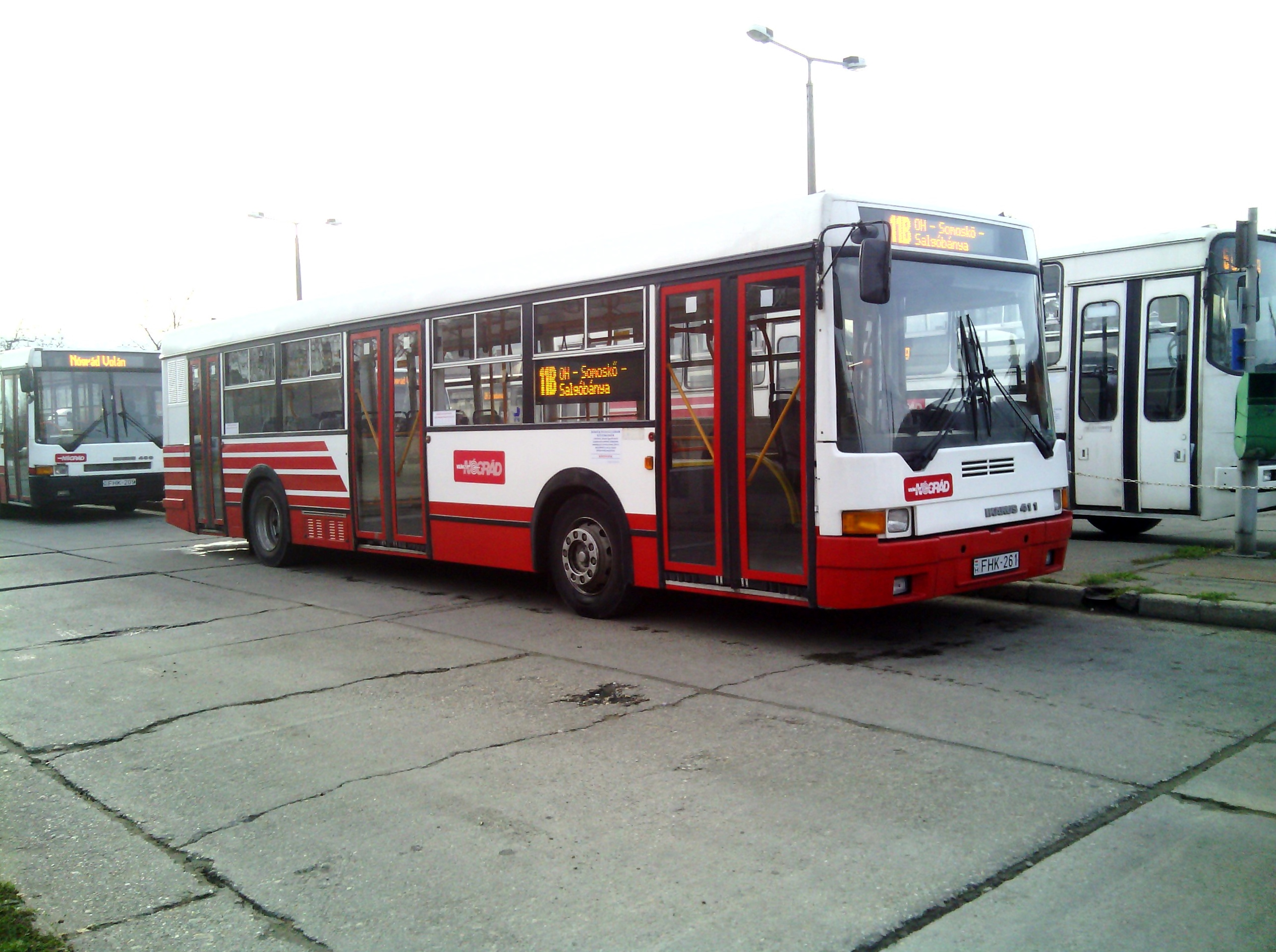
Ikarus 411

A Nógrád Volán járműparkja meghatározó része Ikarusból állt. Az állomány fiatalítása érdekében a 2000-es években új MAN és használt Volvo és Marcopolo autóbuszokat vásárolt. Ezek mellett 2005 és 2008 között újonnan vásárolt Alfa Regiók és Credók, valamint 2012 után budapesti alvállalkozásból elhozott Alfa Localók tovább csökkentették az állomány átlagéletkorát, és növelte az alacsony padlós buszok számát.
A lista a 2014-ben
- Ikarus
  - 256, 260, 263, 266, 280
  - 411, 412, 415, 417, 435, 480
  - C56, C80
  - E94, E95
- Credo
  - EC 11, EC 12
- MAN
  - SL 222, SL 223
  - Lion's Coach
- Rába
  - Contact 092
- Volvo
  - 5000A
  - 7000, 7000A
  - Alfa Localo, Alfa Regio
- Marcopolo
  - Andare Class
  - Viale
- Irisbus
  - Ares (DI-CAM alvállalkozás)
- Drögmöller
  - Comet
- Enterprise
  - Plasma
- Isuzu
  - Turquoise
- Iveco
  - Daily
  - Renault fr 1

Korábbi típusok
- Ikarus
  - 55, 66
  - 283
  - 436
- Karosa
  - ŠM 11